# Qwirkle
Qwirkle – gra logiczna wydana w 2006 roku przez MindWare. Gra została laureatem nagrody Spiel des Jahres 2011.
Jest to gra w której przy pomocy 108 dużych, drewnianych płytek gracze muszą tworzyć rzędy zawierające ten sam kolor, ale różne symbole albo zawierające ten sam symbol, ale różne kolory. Starają się przy tym zdobyć możliwie najwięcej punktów.

## Nagrody
- Spiel des Jahres 2011 – wygrana[1]